# 29 (număr)
29 (douăzeci și nouă) este numărul natural care urmează după 28 și este urmat de 30.

## În matematică
- 29 este un număr prim. Formează o pereche de numere prime gemene cu numărul 31.
- Este un prim aditiv,[1][2] un număr prim bun,[3][4] un număr prim Lucas,[5] un prim lung,[6][7] un prim Pillai,[8][9] un prim plat,[10][11] un prim Ramanujan,[12][13] un prim Solinas,[14][15] un prim Sophie Germain,[16][17] un prim tare,[18][19] un număr tetranacci[20] și un prim trunchiabil la dreapta.[21][22]
- Este un număr prim Eisenstein fără parte imaginară și partea reală de forma 3n − 1.[23]
- Este un număr Markov.[24][25]
- Este un număr Pell[26][27] și un număr prim Pell[26][28]
- Este un număr Perrin.[29]
- Este un număr Størmer.[30][31]
- Este suma a trei pătrate perfecte consecutive: 29 = 22 + 32 + 42.

## În știință
- Este numărul atomic al cuprului.[32]

### Astronomie
- NGC 29 este o galaxie spirală localizată în constelația Andromeda.
- Messier 29 este un roi deschis din constelația Lebăda.
- 29 Amphitrite este o planetă minoră.
- 29P/Schwassmann-Wachmann este o cometă periodică din sistemul solar.

## Alte domenii
- Este codul de țară UIC al Uzbekistanului.[33]